# Бабий, Иван
Иван Бабий (5 марта 1893, село Добромерка, Австро-Венгрия — 25 июля 1934, Львов) — польский украинский педагог и военный, поручик Украинской галицкой армии и армии Украинской Народной Республики, директор украинской Львовской академической гимназии, активист Генерального института католической акции, находившегося под патронажем Украинской грекокатолической церкви. Деятель украинского национализма, но при этом сторонник мирного сосуществования украинцев и поляков, противник и жертва террора ОУН.
Родился 5 марта 1893 года в селе Добромерка, сейчас Тернопольский район, Тернопольская область. Окончил среднюю школу в Тернополе, затем изучал классическую филологию в Львовском университете. В 1918—1919 годах участвовал в Польско-украинской войне, а затем, в рядах армии УНР, в Киевской операции Войска Польского и дальнейших боевых действиях в ходе Советско-польской войны.
Впоследствии был профессором в гимназии в Брежанах, в 1931—1934 годах занимал должность директора Академической гимназии во Львове. Был также директором Архиепископского института католической акции и организатором общества «Українська молодь — Христові».
Был критиком украинского националистического движения, члены которого подозревали его в сотрудничестве с польскими властями. В 1932 году был дважды избит, 25 июля 1934 года по постановлению «Революционного трибунала ОУН» был убит боевиком ОУН Михаилом Царём. Убийство Ивана Бабия публично осудили греко-католический архиепископ Львовский и Галицкий Андрей Шептицкий в обращении к верующим грекокатолической церкви.